# 瓦斯普拉幹王國
瓦斯普拉幹王國（Kingdom of Vaspurakan）是中世紀時由亞美尼亞人建立的一個政權，屬於巴格拉圖尼王朝亞美尼亞的一部分。首都位於凡城。

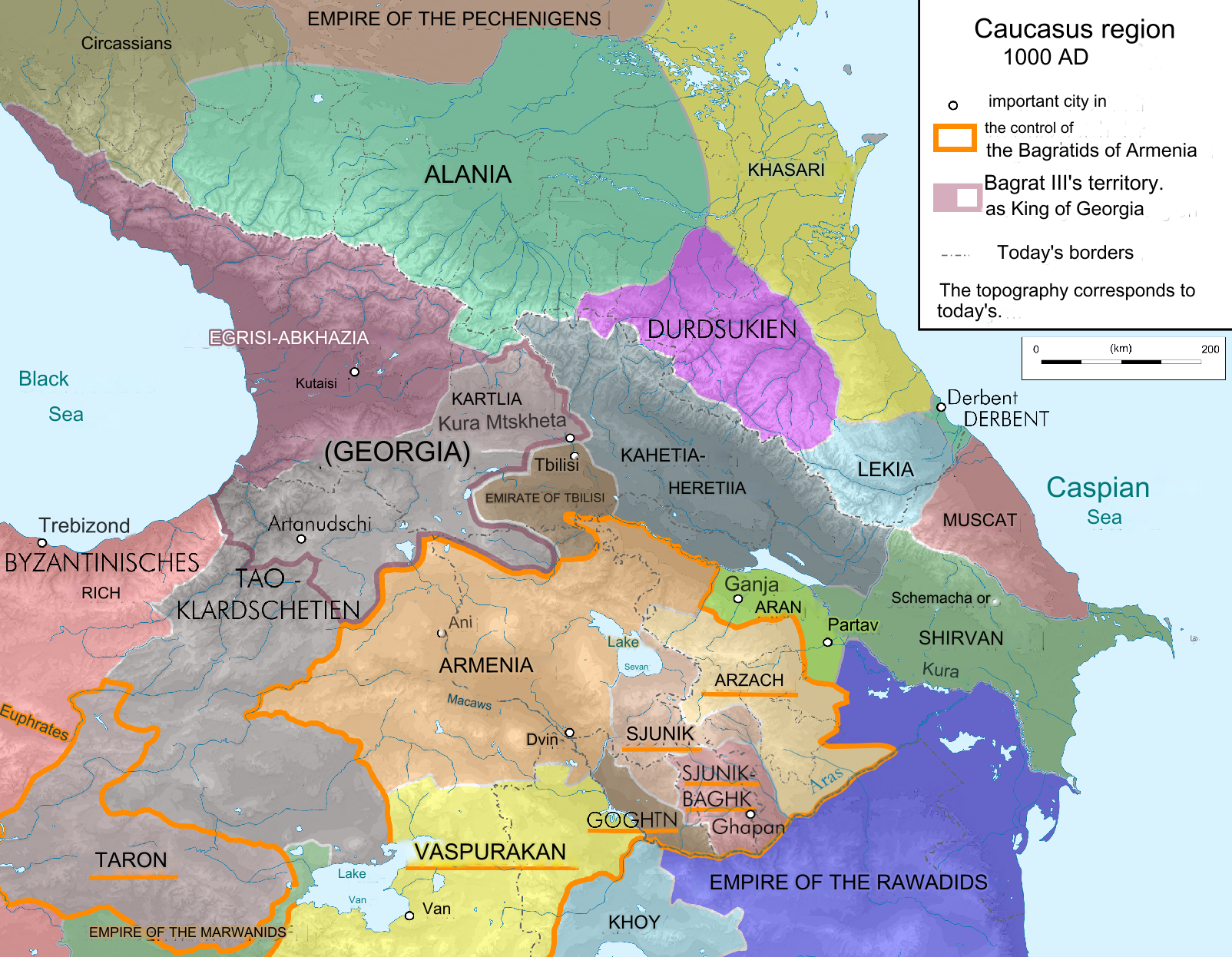
西元1000年左右的高加索地區，瓦斯普拉幹王國位於最下方

亞美尼亞地區在阿拉伯人統治時期稱為阿爾米尼亞。九世紀末，亞美尼亞逐漸脫離阿拉伯人控制，貴族巴格拉圖尼家族建立了獨立的巴格拉圖尼王朝亞美尼亞。另一支貴族阿爾茨魯尼家族，則在十世紀初於較南部的凡湖地區建立瓦斯普拉幹王國，第一任國王是加吉克一世。阿爾茨魯尼家族統治瓦斯普拉幹直到1021年，王國併入東羅馬帝國。